# Peculiar (Missouri)
Pour les articles homonymes, voir Peculiar.
Peculiar est une ville du comté de Cass, dans le Missouri, aux États-Unis,. Située au nord du comté, elle est incorporée en 1953.

## Démographie
Lors du recensement de 2010, la ville comptait une population de 4 608 habitants. Elle est estimée, en 2016, à 4 479 habitants.

## Source de la traduction
- (en) Cet article est partiellement ou en totalité issu de l’article de Wikipédia en anglais intitulé « Peculiar, Missouri » (voir la liste des auteurs).